# Exposure (Robert Fripp)
Exposure è il primo album da solista del chitarrista Robert Fripp, pubblicato nel 1979.
L'album è arrivato alla posizione numero 79 della classifica Billboard. I testi sono quasi interamente della poetessa Joanna Walton, all'epoca compagna di Fripp, morta nel 1988 nell'incidente del volo Pan Am 103.

## Storia
Dopo aver sciolto temporaneamente i King Crimson nel 1974 ed essersi ritirato dalle scene alla fine del 1975, nel 1977 Fripp si trasferì a Hell's Kitchen, Manhattan. In quel periodo New York era il centro della prima ondata punk e del movimento che sarebbe diventato celebre con il nome new wave. Il chitarrista stabilì subito contatti con gli artisti della scena locale, suonando con Blondie e The Roches e cercando di inglobare le tendenze musicali del momento all'interno del proprio metodo creativo, che comprende anche l'uso dei Frippertronics, un sistema di tape loop al quale era stato introdotto da Brian Eno nel 1972.
Fripp concepì inizialmente Exposure come parte di una trilogia che comprendeva anche Sacred Songs di Daryl Hall e il secondo album di Peter Gabriel, entrambi prodotti da lui nello stesso periodo. Il management di Daryl Hall tuttavia ritardò la pubblicazione di Sacred Songs temendo che una musica così sperimentale danneggiasse la carriera del cantante e insistette inoltre perché Exposure fosse accreditato anche a Hall, che inizialmente aveva lavorato al disco come vocalist quasi esclusivo. Fripp scelse invece di usare la voce di Hall in sole due canzoni, sostituendolo in altre con Peter Hammill e Terre Roche.
L'idea della trilogia non si realizzò come previsto e i tre album furono pubblicati in tempi sfasati fra loro. Essi conservarono tuttavia alcuni punti in comune: ad esempio il brano Urban Landscape comparve anche sull'album di Hall assieme a I May Not Have Had Enough Of Me But I've Had Enough Of You che prese il nuovo titolo NYCNY e un nuovo testo scritto da Hall stesso. Il secondo album di Gabriel comprende invece un'altra versione della title track Exposure, anch'essa con testo differente.
Il brano Here Comes the Flood, scritto interamente da Gabriel, era già comparso – con arrangiamento completamente diverso – nel suo primo album (1977) al quale Fripp aveva partecipato come semplice ospite; la versione qui contenuta è per soli pianoforte, Frippertronics, sintetizzatore e voce.
La traccia First Inaugural Address to the I.A.C.E. Sherborne House consiste come da titolo nella registrazione di un discorso tenuto da John G. Bennett a Sherborne nel 1971; tuttavia il contenuto del nastro, originariamente della durata di circa quaranta minuti, è qui "compresso" a meno di 4 secondi.
Fripp, nelle note di copertina, dedica Exposure «...a tutti coloro che hanno preso parte all'intricata serie di eventi culminata con questo album, e ai tanti che non compaiono qui ma che hanno aiutato a determinare la forma finale: Tim Cappella, Alirio Lima, Ian McDonald e John Wetton».
L'album è stato remixato e ri-distribuito nel 1985 in un'edizione con alcune registrazioni alternative. Nel 2006, una nuova edizione rimasterizzata in due CD è stata pubblicata dall'etichetta di Fripp, la Discipline Global Mobile. Il primo disco contiene l'album originale del 1979 e l'altro un nuovo mix e alcune tracce bonus con parti vocali alternative, principalmente di Daryl Hall, così come pensate in origine.

## Tracce
Testi di Joanna Walton, musiche di Robert Fripp, eccetto dove indicato.

### LP
Lato A
1. Preface (strumentale) – 1:14
2. You Burn Me Up I'm a Cigarette – 2:23 (musica: Fripp, Daryl Hall)
3. Breathless (strumentale) – 4:41
4. Disengage – 2:46 (musica: Fripp, Peter Hammill)
5. North Star – 3:06 (musica: Fripp, Hall)
6. Chicago – 2:12 (musica: Fripp, Hall)
7. NY3 (strumentale) – 2:16
8. Mary – 2:06 (musica: Fripp, Hall)

Lato B
1. Exposure – 4:25 (musica: Fripp, Peter Gabriel)
2. Hååden Two (strumentale) – 2:53
3. Urban Landscape (strumentale) – 2:35
4. I May Not Have Had Enough of Me But I've Had Enough of You – 3:44
5. First Inaugural Address to the I.A.C.E. Sherborne House (strumentale) – 0:04 (John G. Bennett)
6. Water Music I (strumentale) – 1:27
7. Here Comes the Flood – 4:07 (testo e musica: Peter Gabriel)
8. Water Music II (strumentale) – 4:16
9. Postscript (strumentale) – 0:37

### Edizione in 2 CD del 2006
CD 1 – First Edition
(stesse tracce del LP)
CD 2 – Third Edition & Bonus Tracks
1. Preface (strumentale) – 1:14
2. You Burn Me Up I'm a Cigarette – 2:23 (Fripp, Daryl Hall)
3. Breathless (strumentale) – 4:41
4. Disengage – 2:46 (Fripp, Peter Hammill, Walton)
5. North Star – 3:06 (Fripp, Hall, Walton)
6. Chicago – 2:12 (Fripp, Hall, Walton)
7. New York, New York, New York (vocals by Daryl Hall) – 2:16
8. Mary – 2:06 (Fripp, Hall, Walton)
9. Exposure – 4:25 (Fripp, Peter Gabriel)
10. Hååden Two (strumentale) – 2:53
11. Urban Landscape (strumentale) – 2:35
12. I May Not Have Had Enough of Me But I've Had Enough of You – 3:44
13. First Inaugural Address to the I.A.C.E. Sherborne House (strumentale) – 0:04 (John G. Bennett)
14. Water Music I (strumentale) – 1:27
15. Here Comes the Flood – 4:07 (Gabriel)
16. Water Music II (strumentale) – 4:16
17. Postscript (strumentale) – 0:37

Bonus tracks:
1. Exposure (vocals: Daryl Hall) – 4:28
2. Mary (vocals: Daryl Hall) – 2:07
3. Disengage (alternative mix) – 2:53
4. Chicago (vocals: Peter Hammill, Terre Roche) – 2:03
5. NY3 (strumentale, alternative mix) – 2:17

## Formazione
Musicisti
- Robert Fripp — chitarra, Frippertronics, voce parlante (tracce: 9, bonus 18)
- Daryl Hall — voce (tracce: 1, 2, 5, bonus 18, 19)
- Terre Roche — voce (tracce: 8, 9, bonus 21)
- Peter Hammill — voce (tracce: 4, 6, 12)
- Peter Gabriel — voce, piano (traccia: 15)
- Brian Eno — sintetizzatore (tracce: 5, 15), voce parlante (tracce: 1, 9, 17, bonus 18)
- Barry Andrews — organo (tracce: 4, 7, 12)
- Sid McGinnis — chitarra ritmica (traccia: 9), pedal steel guitar (traccia: 5)
- Tony Levin — basso
- Jerry Marotta — batteria (tracce: 2, 6, 9, 10)
- Narada Michael Walden — batteria (tracce: 3, 7, 12)
- Phil Collins — batteria (tracce: 4, 5)

crediti aggiuntivi
- Mrs. Edith Fripp — voce parlante (traccia: 4)
- Mrs. Evelyn Harris — voce parlante (traccia: 7)
- John G. Bennett — voce parlante (tracce: 10, 13, 14)
- Shivapuri Baba — voce parlante
- Ed Sprigg — ingegnere del suono
- Steve Short — ingegnere del suono
- Chris Stein — design, fotografie
- Amos Poe — immagini
- Simon Heyworth — masterizzazione in digitale